# Distretto di Yi'an
Il distretto di Yi'an (义安区S, Yì'ān QūP) è un distretto della Cina, situato nella provincia dell'Anhui.